# Ҹ (слово ћирилице)
Ҹ ҹ (Ҹ ҹ; искошено: Ҹ ҹ) је део ћириличне неслoвенске азбуке. Слово се користи у азерском (азербејџанском) језику. Зове се Ч са вертикалном цртицом.
Облик слова је изведен од ћириличног слова Ч (Ч ч) и вертикалне цртице у средини.
Ҹ се користи у писму азерског и алтајских језика, где представља звучну поствеоларну африкату /d͡ʒ/, попут изговора ⟨ђ⟩ у „ђипити“.  Одговарајуће слово у латиничном писму је ⟨C c⟩.
У Алтају представља звучну алвеоло-палаталну африкату /dʑ/.
Ҹ одговара другим ћириличним писмима диграфима ⟨џ⟩ или ⟨чж⟩, или следећим словима:
• Ҷ ҷ: Ч са силазницом;
• Џ џ: Џ;
• Ӌ ӌ : хакашко Ч;
• Ӂ ӂ : Ж са бревом;
• Ӝ ӝ : Ж са дијарезом;
• Җ җ: З́е.
Од 1958. до 1991. године, Ч са вертикалном цртицом је коришћено у азербејџанском писму за представљање звука /d͡ʒ/.
Ово слово се налази у имену Азербејџана (на ћирилици): «Азәрбајҹан». 
Азербејџанска ћирилица и ⟨ҹ⟩ и даље се користе за писање азерског језика у Дагестану.

## Рачунарски кодови
| Знак                      | Ҹ                                                | Ҹ                                                | ҹ                                              | ҹ                                              |
| ------------------------- | ------------------------------------------------ | ------------------------------------------------ | ---------------------------------------------- | ---------------------------------------------- |
| Назив у Уникоду           | CYRILLIC CAPITAL LETTER CHE WITH VERTICAL STROKE | CYRILLIC CAPITAL LETTER CHE WITH VERTICAL STROKE | CYRILLIC SMALL LETTER CHE WITH VERTICAL STROKE | CYRILLIC SMALL LETTER CHE WITH VERTICAL STROKE |
| Врста кодирања            | децимална                                        | хексадецимална                                   | децимална                                      | хексадецимална                                 |
| Уникод                    | 1208                                             | U+04B8                                           | 1209                                           | U+04B9                                         |
| UTF-8                     | 210 184                                          | D2 B8                                            | 210 185                                        | D2 B9                                          |
| Нумеричка референца знака | &#1208;                                          | &#x4B8;                                          | &#1209;                                        | &#x4B9;                                        |